# Capo Verde ai Giochi olimpici
Capo Verde ha partecipato per la prima volta ai Giochi olimpici nel 1996.
Gli atleti capoverdiani hanno vinto la loro prima medaglia ai Giochi olimpici estivi a Parigi 2024 con il bronzo nel pugilato, pesi mosca, con Daniel Varela de Pina, mentre non hanno mai partecipato ai Giochi olimpici invernali.
Il Comitato Olimpico Capoverdiano venne creato nel 1989 e riconosciuto dal CIO nel 1993.

## Medaglieri

### Medaglie alle Olimpiadi estive
| Giochi              | Oro | Argento | Bronzo | Totale |
| ------------------- | --- | ------- | ------ | ------ |
| Atlanta 1996        | 0   | 0       | 0      | 0      |
| Sydney 2000         | 0   | 0       | 0      | 0      |
| Atene 2004          | 0   | 0       | 0      | 0      |
| Pechino 2008        | 0   | 0       | 0      | 0      |
| Londra 2012         | 0   | 0       | 0      | 0      |
| Rio de Janeiro 2016 | 0   | 0       | 0      | 0      |
| Tokyo 2020          | 0   | 0       | 0      | 0      |
| Parigi 2024         | 0   | 0       | 1      | 1      |
| Totale              | 0   | 0       | 1      | 1      |